# 道産子シーサー
『道産子シーサー』（ドサンコシーサー）は、日本の音楽ユニットであるGALAYのコラボレーションシングル。

## 概要
- ガレッジセールのレギュラー番組「Gallage Vanguard」が元でGLAYとガレッジセールのメンバーによるユニットGALAYが企画され、シングルが制作された。
- 番組の企画で2002年8月6日に沖縄の安良波公園野外ステージで、8月7日に札幌のつどーむ野外イベント広場と東京の日比谷野外大音楽堂で、計1000枚が配布された。
- CDのジャケットには、2002年8月14日発売、定価500円と記載があるが販売はされておらず、のちにGLAYのアルバム『rare collectives vol.2』に収録された。

## 収録曲
全作詞：ゴリ・ボンジュール　作曲：鼻キューピット　編曲：Doc.Ioc works
「道産子シーサー」が5パターン収録されているが、収録曲名はどこにも記載されていない。
1. オリジナルバージョン
2. ミックス違いバージョン
3. ガレッジセールの歌唱パートを除いたバージョン
4. インストゥルメンタルバージョン
5. 歌のメインパートを除いたバージョン